# Den bacchanaliska musiken
Den bacchanaliska musiken, är en svensk orkester som sedan 1700-talets slut verkar inom ordenssällskapet Par Bricole i Stockholm. I början utgjorde musiker från Kungliga Hovkapellet orkesterns stomme, men från och med 1800-talets slut rekryteras även amatörer till orkestern. Under 1930-talet leddes den av tonsättaren Tobias Wilhelmi, som efterträddes 1944 av Åke Uddén med Sixten Ehrling som andre dirigent. Idag utövas dirigentskapet av Michael Schlyter. 
Orkestern består idag till stora delar av musiker från, förutom Kungliga Hovkapellet, Sveriges Radios symfoniorkester och Kungliga Filharmoniska Orkestern.  
Med Den bacchanaliska musiken som förebild finns idag även orkestrar i landets övriga loger. 